# Flaccia pindara
Flaccia pindara är en insektsart som beskrevs av Ronald Gordon Fennah 1970. Flaccia pindara ingår i släktet Flaccia och familjen Derbidae. Inga underarter finns listade i Catalogue of Life.